# Cipactli

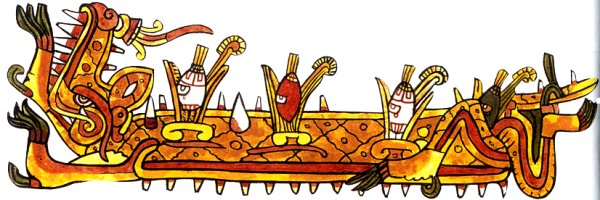
Cipactli.

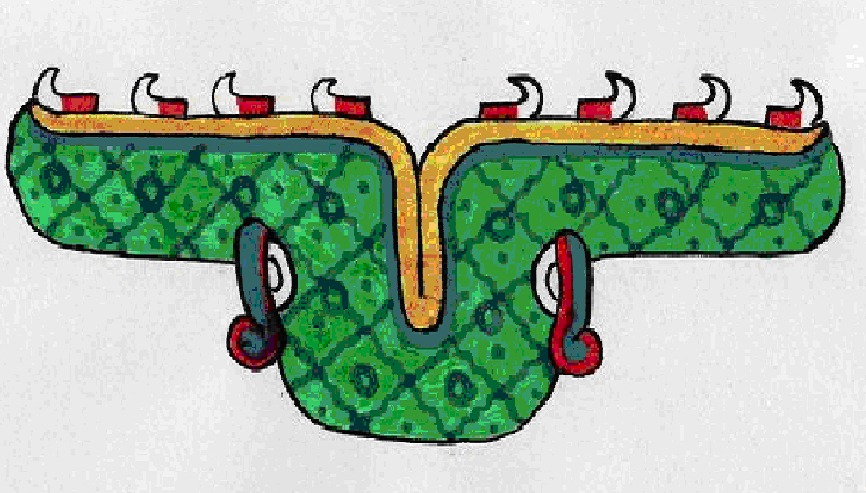
Tlalticpactli (la Tierra) representada por Cipactli, imagen basada en el Códice Borgia

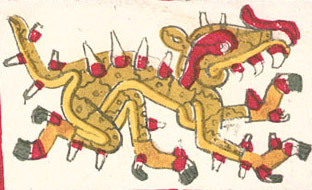
Cipactli

En la mitología mexica, Cipactli (del náhuatl: sipaktli ‘lagarto’) es una voraz y monstruosa criatura marina, mitad cocodrilo y mitad pez. Está siempre hambrienta y en cada junta que une sus 18 cuerpos hay una boca adornándola. Tezcatlipoca sacrificó un pie al utilizarlo como cebo para atraerlo. 

## Nombre
Su nombre también es el del primer día del Tonalpohualli, el calendario sagrado azteca, algo en lo que coinciden la mayoría de las civilizaciones Mesoamericanas, pero también es muestra de una enseñanza aún más profunda, el orden de los días no está hecho al azar.
Los días están ordenados de manera que van en ascenso en cuanto a belleza estética y virtudes que pueden ser relacionadas con aquellas virtudes que los seres humanos pueden desarrollar; entonces Cipactli es la representación más primitiva de la tierra, el origen, la materia pura, el estado inicial de las cosas, y continúa cambiando hasta llegar al último día que es xochitl. Este modo de entender el calendario explica cómo debe de ser el desarrollo como seres humanos, partiendo de lo más arcaico a lo sublime.

## Creación del mundo
Cipactli era el único ser marino que existía en aquel entonces, hasta que Quetzalcóatl lo mató para crear la tierra. Con el cuerpo de Cipactli los dioses crearon la Tierra. Así, cuando se vieron en la necesidad de dar forma al mundo, un espacio, un suelo, se decidió que Cipactli se partiría por la mitad: una mitad sobre la otra, obteniendo cielo y tierra. El problema es que no había lugar para el hombre, entonces con dos árboles se erigió un espacio que separaba las dos mitades.
Así, entre nueve cuerpos por arriba, "los nueve que están sobre nosotros" ("chiucnauhtopa"), y otros nueve abajo, "los nueve mundos de los muertos" ("chiucnauhmictlan") la mitología mexica situaba la vida del hombre. Otra cuestión fue la creación del tiempo de la que se encargaron los esposos Oxomoco y Cipactónal, y así con el consejo de Quetzalcóatl crearon el calendario mexica que en honor a la criatura constaba de 18 "meses" de veinte días (360 días en total), el primero de ellos con su nombre y dedicado a ella.

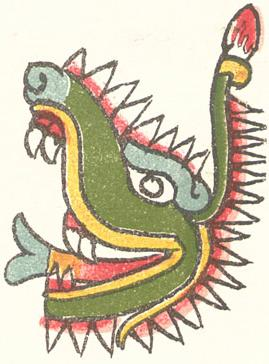
Cipactli, imagen basada en el Códice Magliabecchiano